# Drolten
Drolten är en sjö i Leksands kommun i Dalarna och ingår i Dalälvens huvudavrinningsområde. Sjön har en area på 0,0927 kvadratkilometer och ligger 178,7 meter över havet.

## Delavrinningsområde
Drolten ingår i det delavrinningsområde (672483-145245) som SMHI kallar för Mynnar i Rältån. Medelhöjden är 219 meter över havet och ytan är 17,85 kvadratkilometer. Det finns inga avrinningsområden uppströms utan avrinningsområdet är högsta punkten. Vattendraget som avvattnar avrinningsområdet har biflödesordning 3, vilket innebär att vattnet flödar genom totalt 3 vattendrag innan det når havet efter 255 kilometer. Avrinningsområdet består mestadels av skog (82 procent). Avrinningsområdet har 0,37 kvadratkilometer vattenytor vilket ger det en sjöprocent på 2,1 procent.